# KNX (standard)

KNX-Logo

KNX este singurul "open STANDARD" în domeniul automatizǎrilor pentru clǎdiri rezidentiale si comerciale. Acesta este reglementat prin standardul international ISO/IEC 14543-3, standardul european CENELEC EN 50090 si CEN EN 13321-1 si standardul chinez GB/Z 20965.

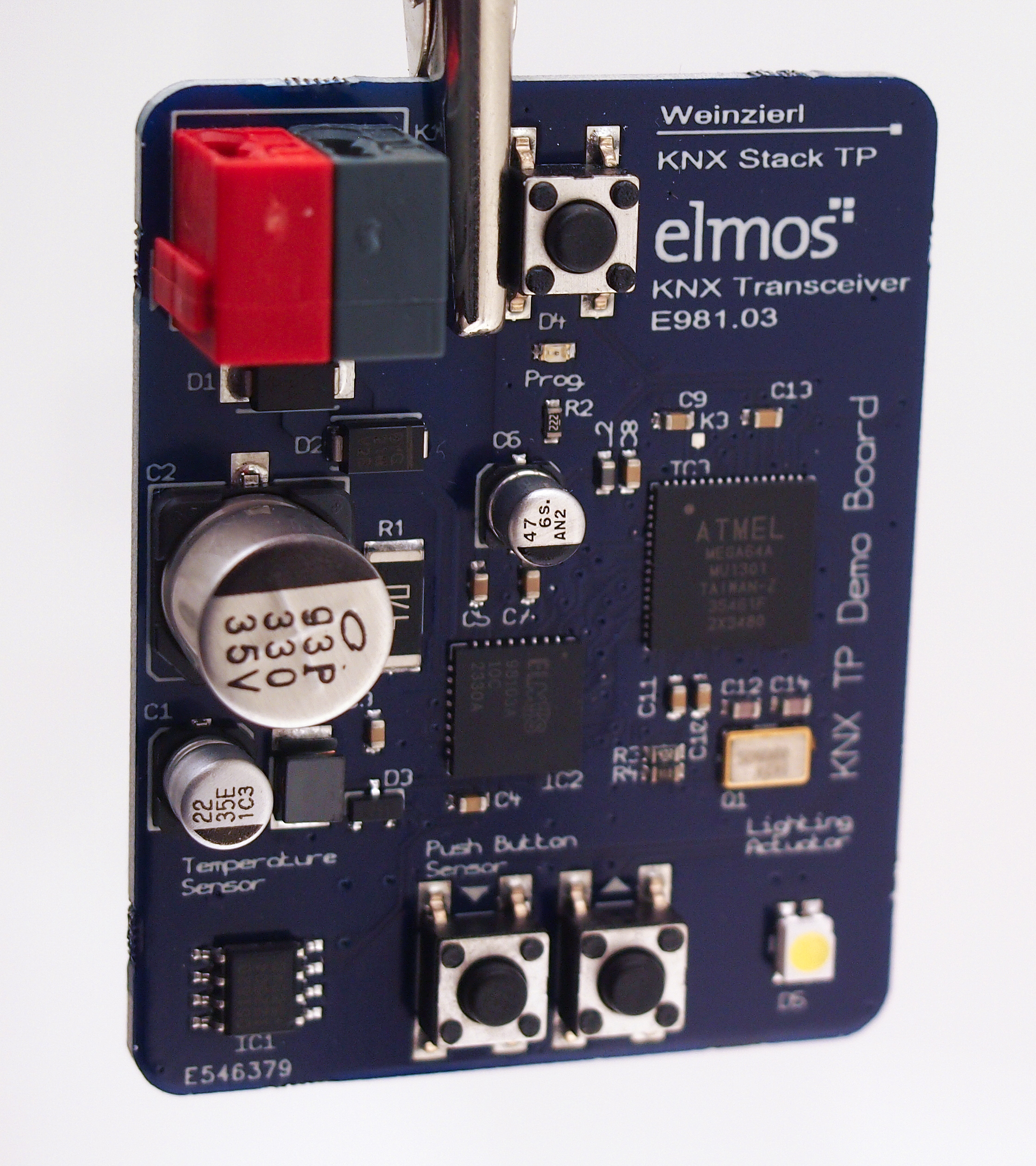
KNX-Transceiver-Board by Elmos